# (34839) 2001 SL263
2001 أس أل 263 (ويعرف أيضًا باسم (34839) 2001 أس أل 263 وفق تسمية الكوكب الصغير) (بالإنجليزية: 2001 SL263)‏ هو كويكب ضمن حزام الكويكبات؛ وترتيبه 34839 من حيث الاكتشاف.
اكتُشف هذا الجُرم الفلكي بواسطة Paulo R. Holvorcem ‏ في 25 سبتمبر 2001.

## وصلات خارجية
- (34839) 2001 SL263 في قاعدة بيانات مختبر الدفع النفاث لأجرام النظام الشمسي الصغيرة

- الاكتشاف · مخطط المدار ·  العناصر المدارية · المعلمات المادية

- (34839) 2001 SL263 على موقع ويكي سكاي: DSS2, SDSS, GALEX, IRAS, Hydrogen α, X-Ray, Astrophoto, Sky Map, Articles and images